# 혼다 다다하루
혼다 다다하루(일본어: 本多忠晴, 1641년 ~ 1715년 5월 14일)는 에도 시대 전기에서 중기의 하타모토, 후의 다이묘이다. 무쓰 아사카와번 제2대 번주, 미카와 이보 번주, 도토미 사가라번 초대 번주를 지냈다.
도쿠가와 사천왕의 한 사람인 센고쿠 무장 혼다 다다카쓰의 증손으로, 문무에 뛰어난 명군이었다고 전해진다.

## 생애
간에이 18년(1641년), 혼다 다다카쓰의 손자인 혼다 다다요시의 넷째 아들로 에도에서 태어났다. 다다카쓰의 증손에 해당한다. 간분 2년(1662년) 11월 25일에 은거한 아버지 다다요시의 뒤를 이어 제2대 시라카와번주에 취임한 맏형 혼다 다다히라로부터 2천 5백 석을 분할받았다.
간분 4년(1664년) 5월 14일, 셋째 형인 아사카와 번의 초대 번주 혼다 다다모치가 죽자 그 뒤를 이어 제2대 아사카와 번주가 되었고, 그해 12월 28일에 종5위하(従五位下), 단조쇼히쓰(弾正少弼)에 서임되었다.
덴나 원년(1681년) 9월 15일, 미카와국 이보 번으로 이봉되었고, 겐로쿠 5년(1692년)에는 오반가시라(大番頭)에 취임했다. 겐로쿠 15년(1702년)에는 소자반과 지샤부교를 겸임했고, 호에이 2년(1705년)에 영지 5천 석을 추가받았다. 호에이 7년(1710년)에는 도토미국 사가라번으로 이봉되었다.
쇼토쿠 (1715년)(4월 15일)에 75세의 나이로 사망하였다. 장남 다다나오는 이미 호에이 4년(1707년) 10월 10일에 야마토국 고리야마 번의 제2대 번주인 둘째 동생 혼다 다다쓰네의 말기 양자가 되어 다다쓰네의 사후, 그 뒤를 이어 고리야마 번의 제3대 번주가 되어 있었기 때문에, 다다나오의 장남인 손자 혼다 다다미치가 그 뒤를 이었다.
|  | 제1대 사가라번 번주 (혼다 헤이하치로가 다다하루계) 1710년 ~ 1715년 | 후임 혼다 다다미치 |